# Aripi să pot zbura
Aripi să pot zbura este titlul primului maxi-single al formației t-Short. A fost scos în luna septembrie 1997 și reprezintă primul produs al „Short Music Productions”, casă înființată chiar de către membrii trupei. A fost vândut în peste 50.000 de exemplare . Maxi Single-ul precede cel de-al doilea album al formației, „Enigma nopții”, și a fost prezentat într-o carcasă de carton, formă inedită la acea vreme. Melodiile "Aripi să pot zbura" și "Amintire" au ajuns pe primele locuri în topurile radiofonice din România.
La acest album, formația t-Short a colaborat cu Daniel Alexandrescu de la K1.

## Piese
1. Aripi să pot zbura
2. Amintire
3. ...Mesagerii Dragostei (remix)
4. Eu nu știu de ce (remix)
5. Aripi să pot zbura (negativ)
6. Hai vino cu mine